# Poison Ivy (Comics)

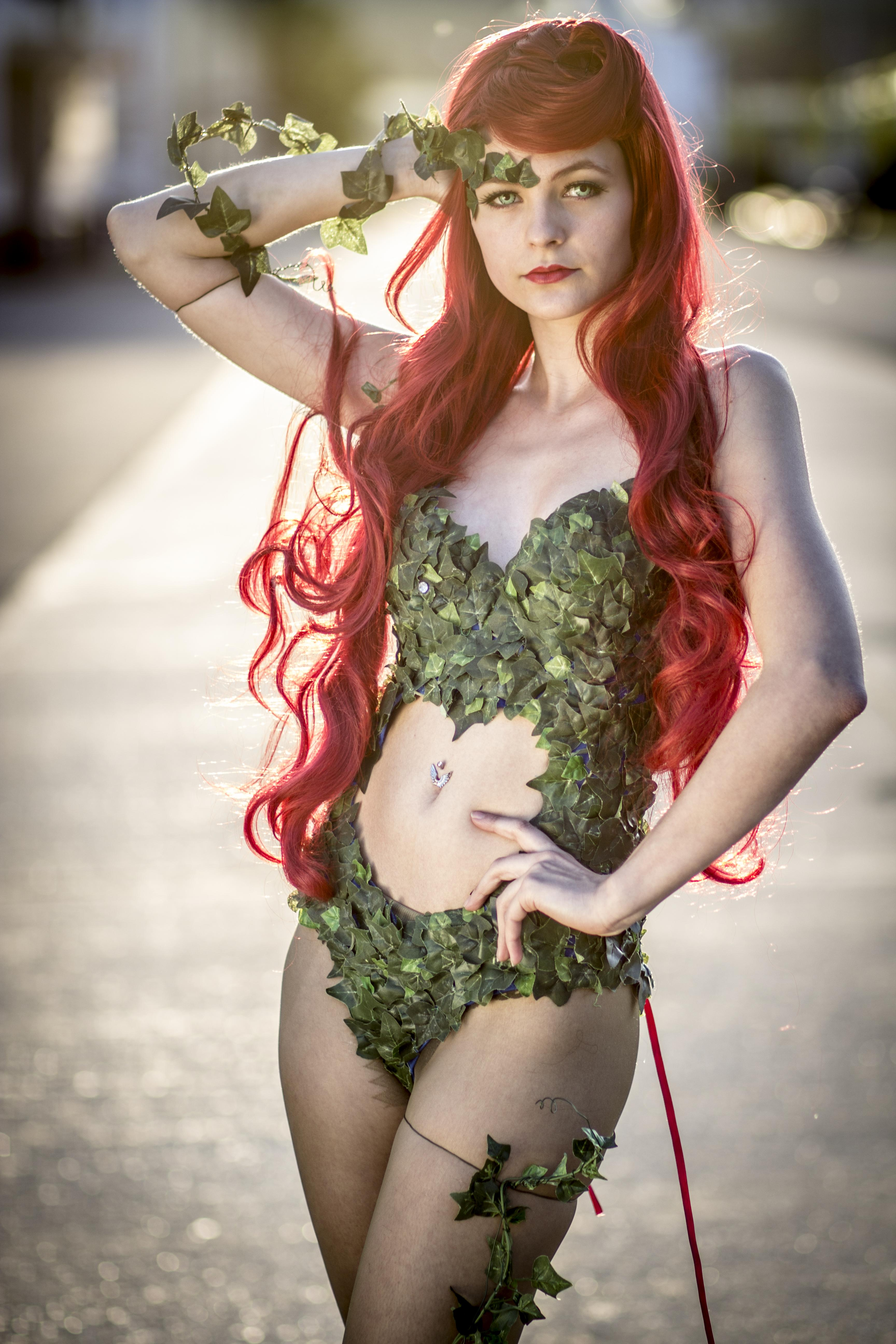
Poison-Ivy-Cosplay

Poison Ivy (dt. Giftefeu, mit der Konnotation „Gift-Ivy“, wenn Ivy als Frauenname verstanden wird) ist der Titel verschiedener Veröffentlichungen des US-amerikanischen Verlags DC Comics und zugleich der Name der Protagonistin dieser Veröffentlichungen.
Zu den Veröffentlichungen der Poison-Ivy-Reihe zählen unter anderem die Graphikromane Poison Ivy (1997; verfasst von John Francis Moore) und Poison Ivy: Cast Shadows (2004; verfasst von Ann Niccoti), die Comicserie Harley und Ivy, die Webcartoon-Reihe Gotham Girls sowie die Sammelbände Poison Ivy: Collected Legends und Poison Ivy: Thrice Met.

## Hauptfigur
Die Hauptfigur der Poison Ivy-Publikationen ist eine Abenteurerin und Öko-Terroristin, die mit eigentlichem Namen Pamela Lillian Isley heißt. Den Namen Poison Ivy – ein sprechender Name – benutzt sie als Deck- und Codenamen.
Poison Ivy wurde ursprünglich von dem Autor Robert Kanigher und dem Künstler Sheldon Moldoff als weiblicher Bösewicht für die Comicreihe Batman geschaffen, in deren Ausgabe #181 vom Juni 1966 sie debütierte. Die Figur entwickelte jedoch bald ein reges Eigenleben und trat in verschiedenen Anthologiereihen als Solocharakter auf und wurde schließlich als Feature-Charakter in diversen eigenen Veröffentlichungen in den Blickpunkt gerückt.
Die Figur der Poison Ivy ist inspiriert durch die Figur der Beatrice in Nathaniel Hawthornes Kurzgeschichte Rappaccinis Tochter. Diese war wie Ivy infolge eines Experiments in der Lage als „menschliche Giftfabrik“ in ihrem Körper Toxine wachsen zu lassen.
Als Ziele und Antriebe werden zu verschiedenen Zeiten geschildert: 1) Der Wunsch, Rache an der Menschheit für die „Schändung des Planeten“, insbesondere der Pflanzenwelt, zu üben, 2) Sich auf kriminellem Wege die materiellen Mittel für den Rückzug in eine geborgene, natürliche Umgebung jenseits der unwirtlichen modernen Industriegesellschaft zu verschaffen, 3) Den eigenen Abenteuerdrang und die eigene Libido zu befriedigen.

### Aussehen
Optisch wird Ivy meist als eine mit allen Vorzügen weiblicher Attraktivität ausgestattete, verführerische junge Frau dargestellt. Sie ist groß, schlank, mit üppigen weiblichen Formen, ebenmäßigen Gesichtszügen, starken Wangenknochen, langem wallenden (rotem) Haar und einem Schmollmund. Laut Verlagsangaben ist sie 1,68 m groß und wiegt etwa 54 kg. Ihre Augenfarbe ist grün, ihre Haarfarbe Rotbraun bis purpur und orange. Als optisches Vorbild für Ivys Originalversion gilt die Schauspielerin Bettie Page sowie verschiedene Femmes fatales.
Ivy trägt manchmal normale Straßenkleidung, häufiger jedoch ein in Grüntönen gehaltenes Kostüm aus chromoxidgrünen Leggins (bei ihrem ersten Auftritt gelb; heute ist sie an den Beinen meist nackt) und einem aus kleinen grünen Blättern geschaffenen Oberteil (in den Comics behauptet sie dieses selbst „gezüchtet“ zu haben) und manchmal auch eine Art Dornenkrone oder ein Stirnband.
Die Hautfarbe und Haarfarbe der Figur unterliegt ständigen Schwankungen und obliegt anscheinend der „künstlerischen Freiheit“ des jeweiligen Zeichners: In einigen Geschichten wird Ivy als Frau mit normalem Inkarnat-Ton („Fleischfarbe“) dargestellt, in anderen ist ihre Hautfarbe hellgrün oder auch kreideweiß. In einigen besonders expressionistischen Geschichten wird die rote Haarmähne der Figur durch tatsächliches Efeu, das aus ihrem Kopf sprießt, ersetzt (z. B. in Geschichten des Zeichners Tim Sale). Dabei wird stets angedeutet, dass dies nur eine Wahrnehmung durch Außenstehende und keine tatsächliche anatomische Eigenschaft ist. Auch ihre Superkräfte, die manchmal an Hexerei grenzen, werden gelegentlich durch chemische Erfindungen erklärt oder ergänzt (Chemische Waffen).
In der Regel erscheint Ivy „menschlicher“, wenn sie mit Harley Quinn zusammen ist, mit der sie oft in der Stadt Gotham City stehlen geht. Ihre Pflanzenartigkeit führt in manchen Geschichten zu besonderen Eigenschaften, etwa Abhängigkeit von den Elementen Sonne, Wasser und Erde sowie eine Allergie gegen Pflanzengifte und blattfressende Insekten.

### Figurenhistorie
Pamela Isley wuchs als verwöhntes Einzelkind wohlhabender Eltern in Seattle auf. Trotz ihrer ausnehmenden Schönheit war Isley ein überaus unsicheres, in sich gekehrtes und emotional instabiles Kind, das den Großteil seiner Jugend alleine und ohne Spielkameraden verbrachte. Aus Enttäuschung darüber, dass ihr niemals Blumen geschenkt wurden, begann Isley bereits in jungen Jahren mit dem Züchten von Rosen. So wurde Isleys Interesse für die Botanik geweckt. Ihr Interesse an Pflanzen ging schließlich so weit, dass sie sich der vegetativen Welt enger verbunden fühlte als der menschlichen.
Nach der Schule nahm Ivy das Studium der Botanik bei dem Wissenschaftler Dr. Jason Woodrue auf. Ihren Plan, eine Doktorarbeit über den Themenkreis der Kreuzung tierischen und pflanzlichen Lebens zu schreiben, konnte sie nicht mehr verwirklichen, da Woodrue, in den sie verliebt war, ihre von ihm nicht erwiderte Liebe ausnutzte, indem er sie dazu bewog, sich als Versuchsobjekt bei einem seiner Experimente zur Verfügung zu stellen: er verabreichte ihr ein Serum, das Isley zu einer Art menschlichen Pflanze mutieren ließ, die ihrerseits die Fähigkeit besaß, andere Pflanzen kontrollieren zu können. Außerdem war Ivy seit dem Experiment die Fähigkeit zu eigen, Pheromone absondern zu können, mit deren Hilfe sie Menschen aller Geschlechter auch entgegen deren Willen unter ihre Kontrolle bringen und dazu veranlassen kann, zu tun was sie wünscht. Weitere Fähigkeiten, die sie seither besitzt, sind eine Immunität gegen die allermeisten Gifte in nahezu jeder Kontaktform (Atemwegsaufnahme, orale Einnahme, Hautkontakt usw.), sowie das Talent in ihrem Körper Gifte heranwachsen zu lassen, die sie für ihre Zwecke nutzen kann. Wenn Ivy beabsichtigt, ihre Gifte an andere Menschen zu übertragen, so erfolgt dies zumeist durch genitalen oder oralen Körperkontakt (Küssen).
Als sie von Batman hörte, weckte dieser ihre Faszination, so dass sie nach Gotham City reiste und begann, dort unter dem Namen Poison Ivy Verbrechen zu begehen, um die Aufmerksamkeit ihres großen Idols auf sich zu ziehen. Zwischen beiden entspann sich eine leidenschaftliche Hass-Liebe, die bis heute andauert.

### Charakterisierung
Nach ihrem ersten Auftritt in einer Batman-Geschichte der 1960er Jahre verschwand Poison Ivy für einige Jahre wieder in der Versenkung und wurde als Figur erst wiederbelebt, als in den 1970er Jahren der aufkommende Feminismus die Batman-Autoren mit einem steigenden Bedarf an weiblichen Gegenspielern für ihren finsteren Titelhelden konfrontierte, um mit dem Zeitgeist Schritt zu halten. Hinzu kam, dass Batmans bisherige weibliche Hauptgegenspielerin Catwoman sich zusehends in einen positiven Charakter entwickelte, so dass die Batman-Macher meinten, eine andere weibliche Figur zu einer Batman dezidiert antagonistisch gegenüberstehenden Gestalt aufbauen zu müssen.
Während Poison Ivy insbesondere in den 1970er und 1980er Jahren als Erzschurkin dargestellt wurde, deren Hauptcharakteristika eine beinahe manische Liebe zu Pflanzen und gelegentlich Männern sowie eine ausgeprägte Abneigung gegen andere Menschen – insbesondere eine kalte Ablehnung anderer Frauen – waren, wurde ihr in den 1990er Jahren ein ambivalenterer, vielschichtigerer Charakter verliehen. So traten neben ihrer kriminellen Neigungen auch positive Eigenschaften, so eine aufrichtige Zuneigung zu anderen Arkham-Asylum-Insassen wie Killer Croc, Mitleid mit mittellosen Indios (Poison Ivy #1), ihre enge Freundschaft mit Harley Quinn und ihre mütterliche Fürsorge für eine Gruppe von Waisenkindern (No Man's Land).
Ein interessanter Punkt in Poison Ivys Charakterisierung ist ihre Sexualität. Während in vielen Geschichten Beziehungen zum anderen Geschlecht in den Fokus gestellt werden – so fühlte sie sich unter anderem schon zu Batman (Batman: Shadow of the Bat Annual #3, Poison Ivy #1), dessen perfekte Physis sie als „erregend“ bezeichnet, Harvey Dent (Dark Victory #11), dem Söldner Deadshot (Harley Quinn #3) und dem Arzt Thomas Elliott (Gotham Knights #60-65) hingezogen – existieren auch zahlreiche Geschichten, in denen sie sexuelle Beziehungen zu anderen Frauen, insbesondere zu Harley Quinn pflegt, welche sie in Injustice: Year Zero #8 sogar heiratet. Hinzu kommen insbesondere in für ein erwachsenes Publikum gedachten Veröffentlichungen Hinweise auf Chlorophilie (sexuelle Neigung zu Pflanzen). So vollzieht sie in „Harley & Ivy“ einmal eine Art Geschlechtsakt mit einer ihrer Pflanzen.

## Nebenfiguren

### Ferak
Ferak ist ein von Poison Ivy geschaffenes, äußerst aggressives Hybridwesen (Herkunft nicht völlig geklärt) aus menschlicher und pflanzlicher DNA. Ferak debütierte in Batman: Villains Secret Files #1, 1998 (Autor: Greg Rucka, Zeichner: Greg Land). Ferak ist phänotypisch eine attraktive junge Frau von amazonenhaftem Körperbau (sportlich-gut proportioniert, langhaarig), die Ivy in auffallender Weise ähnelt. Als Pflanze ist sie trotz ihres weiblichen Erscheinungsbildes geschlechtslos. Neben ihrer grünen Haut- und Gesichtsfarbe sind diverse zackenartige Auswüchse an ihrem Körper Feraks auffälligstes Merkmal. Sie kann Dornen und andere pflanzliches Auswüchse aus ihrem Körper sprießen lassen und sogar abwerfen. Ihre extreme körperliche Verformbarkeit nutzt sie, um ihre Extremitäten im Bedarfsfall als Waffen zu verwenden. Feraks Körperkraft übersteigt die eines Menschen bei weitem, ihre Intelligenz hingegen ist äußerst unterentwickelt, so dass sie selbst zur verbalen Kommunikation nicht fähig zu sein scheint. Bei ihrem ersten Auftritt in Gotham City – während der Niemandslandzeit – lief Ferak auf der Suche nach einer Unterkunft Amok, konnte aber schließlich von Batman und seiner Helferin „The Bat“ beruhigt werden, indem sie ihr ein passendes Zuhause in „Gotham Citys grüner Lunge“, dem Robinson Park zuwiesen (Batman: No Man's Land #0, 1999).

### Floronic Man
Der Floronic Man (auch Floro oder Plant-Master genannt), alias Jason Woodrue, ist der Wissenschaftler der dafür verantwortlich ist, dass Pamela Isley zu Poison Ivy wurde. Zudem ist er ein gelegentlicher Gegenspieler von Batman und dem Superhelden „The Atom“. Der Floronic Man, der in einer Backup-Story über „The Atom“ in Flash #245 vom November 1956 (Autor: Gardmer Fox, Zeichner: Gil Kane) debütierte, ist ein Mischwesen aus Mensch und Pflanze. Den Nachnamen Woodrue bekam die Figur in dem Heft Atom #1 vom Juni 1962 verliehen.
Der Floronic Man ist in den DC-Comics das Produkt eines fehlgegangenen Selbstversuches: Im Zuge seiner Arbeit an der Ivy Universität injizierte der Ökologie-Professor Woodrue sich ein Pflanzenserum das ihn in ein Hybridwesen aus Mensch und Pflanze verwandelte. Fortan hatte er die Fähigkeit mit Pflanzen zu kommunizieren und sie seinem Willen gehorchen zu lassen. Die Schattenseite seiner neuen Fähigkeiten war jedoch, dass er dem Wahnsinn anheimfiel: Er war fortan besessen davon, die Pflanzenwelt vor den Übergriffen der Menschheit zu schützen. Um dies zu erreichen, bediente er sich fragwürdiger Methoden, die ihn in Konflikt mit der Polizei sowie dem Superhelden Atom brachten. Andererseits unterstützte er auch das Sumpfding, ein Mischwesen aus Mensch und Pflanze, das in den Sümpfen von Louisiana lebt, bei seinen Bemühungen Mensch und Natur auszusöhnen, tat also durchaus auch Gutes. Neben seiner langjährigen Feindschaft mit Atom – gegen den er zahllose Male im Kampf antrat – war Woodrue als Mitglied der Heldentruppe Global Guardians auch zeitweise Mitglied eines „Heldenteams“. Umgekehrt gehörte er aber auch zeitweise der Injustice Gang an. Später kam Woodrue nach Gotham City und versuchte dort gemeinsam mit zwei Frauen namens Eva und Holy den Drogenhandel an sich zu reißen, indem er Marihuana, das er aus seinem eigenen Körper wachsen ließ vertrieb. Während seiner Zeit als Professor zählten unter anderem Alec Holland (der später zum Swamp Thing wurde), Linda Holland, Philip Sylvian und Pamela Isley zu seinen Studenten. Letztere lockte Woodrue schließlich zu Experimentalzwecken in sein Labor, indem er ihr vorspielte ihre Liebe zu erwidern: Nachdem er sie in seine Gewalt gebracht hatte, verwandelte er sie durch ein von ihm entwickeltes Serum ebenfalls in ein Mischwesen aus Mensch und Pflanze. Isley nutzte die Fähigkeiten ihres veränderten Organismus und wurde zur Ökoterroristin Poison Ivy. Ihre Feindschaft zu Woodrue legte sie später bei und zeugte einmal (Shadow of the Bat #58) sogar beinahe ein Kind mit ihm.
Woodrue ist praktisch unsterblich, da er seinen Pflanzenkörper, wenn dieser geschädigt oder zerstört wird, stets aus feinsten Resten neu wachsen lassen kann wie eine Pflanze. So konnte unter anderem eine Enthauptung durch das Sumpfding ihn nur kurzzeitig aus der Welt schaffen.
In dem Film Batman & Robin von Joel Schumacher taucht das Alter Ego des Floronic Man, Doktor Woodrue – gespielt von John Glover – auf. In dieser Version ist Woodrue ein korrupter Wissenschaftler, der im Verlauf des Films von Poison Ivy getötet wird. Anders als in der Comicvorlage ist Woodrue im Film zudem für die Entstehung des Schurken Bane verantwortlich. Darüber hinaus ist die Figur des Benny Buchsbaum aus der Zeichentrickserie Darkwing Duck optisch, charakterlich, sowie in seinen Zielen, seiner Entstehungsgeschichte und in seinen Fähigkeiten Woodrue beziehungsweise dem Floronic Man nachempfunden.
2019 war Jason Woodrue in der Fernsehserie Swamp Thing zu sehen, verkörpert von Kevin Durand. Hier wird er allerdings erst in der letzten Episode in den Floronic Man verwandelt. Die kurzlebige Serie endet mit einem Cliffhanger; in der Post-Credit-Szene des Serienfinales wird der mutierte Dr. Woodrue gezeigt, der sich kurz nach der Transformation in den Floronic Man sein erstes Opfer sucht.

### Harvest
Harvest („Ernte“) ist ein monströses Pflanzenwesen, das aus der Verbindung der Seelen von Menschen, die Poison Ivy lebendig an eine Riesenpflanze verfütterte, mit ebendieser Pflanze entstanden. Harvest trachtet danach, sich an Ivy für das grausame Schicksal, das sie seinen „Bestandteilen“ angetan hat, zu rächen. Die bisherigen Versuche Harvests seine Rache an Ivy auszuführen, wurden von Batman vereitelt (Detective #823).

### Pflanzen-Zombies
Poison Ivy greift immer wieder einmal auf zombieähnliche Wesen zurück, die sie selbst erschafft, indem sie Männern, die durch ihren Todeskuss ums Leben gekommen sind, durch die Eingabe von pflanzlichen Sporen neues „Leben“ schenkt. Diese Männer, die ihr willenlos ergeben sind, jeden ihrer Befehle unhinterfragt ausführen und binnen weniger Tage endgültig sterben, benutzt sie als Handlanger (erstmals in Batman: The Poison Tomorrow, 1992).

### Harley Quinn und Catwoman
Die quirlige Harley ist Ivys beste Freundin und Komplizin bei vielen Verbrechen. Da Harley allerdings die selbst ernannte Freundin des Jokers ist und dieser Harley, wo es nur geht, ausnutzt, versucht Ivy vergeblich ihre Freundin vor Joker zu beschützen. In einigen Comics gibt es immer wieder Andeutungen, dass die beiden sogar eine lesbische Beziehung zueinander haben. Zu Catwoman hat Ivy ein kompliziertes Verhältnis: Anfangs war Ivy häufige Gegnerin von Selina. Doch mit der Comicserie Gotham City Sirens änderte sich das und so scheint zwischen Catwoman und Ivy eine Art Freundschaft zu herrschen – oder zumindest eine Art inoffizieller Waffenstillstand.

## Auftritte in anderen Medien

### Auftritte in Kinofilmen
Poison Ivy trat als eine der Hauptfiguren in dem 1997 veröffentlichten Kinofilm Batman & Robin von Joel Schumacher auf, in dem sie von der Schauspielerin Uma Thurman verkörpert wurde. Dort tritt Ivy in ihrer altbekannten Rolle als Batman-Widersacherin auf. Ihre „Partner in Crime“ sind die Schurken Bane und Mr. Freeze. Thurmans Porträtierung von Poison Ivy stieß sowohl bei den Filmkritikern als auch bei der Mehrheit der Batman-Fans auf ein überwiegend negatives Echo: Man kritisierte ihre überzogen klischeeisierende Darstellung der Figur, die mit Attributen wie „albern“ und „kitschig“ beschrieben wurde.

### Auftritte in Live-Action-Serien
In der Krimiserie Gotham wurde Poison Ivy von den Schauspielerinnen Clare Foley, Maggie Geha und Peyton List dargestellt. Hier wurden beide Wechsel der Darstellerinnen serienintern durch Mutationen erklärt, die das äußere Erscheinungsbild der Figur jeweils veränderten. Die Prequel-Serie spielt zur Jugendzeit Bruce Waynes und beginnt 15 Jahre vor dem ersten Auftreten Batmans. Im Verlauf der fünf Staffeln wird unter anderem auch die Ursprungsgeschichte Poison Ivys erzählt. Hier wird Ivy zunächst in ihrer Kindheit gezeigt, die sie nach dem Tod ihrer Eltern auf der Straße verbringen muss. Dort freundet sie sich mit der jungen Selina Kyle an. In der dritten Staffel wird Ivys Alterungsprozess durch eine Mutation stark beschleunigt, woraufhin sie sich mit dem Pinguin verbündet, welcher nach dem Verrat durch den Riddler auf Rache sinnt. Zusammen mit Mr. Freeze und Firefly gelingt es ihnen, den Riddler zu besiegen. In der vierten Staffel beendet sie ihre Partnerschaft mit dem Pinguin und wird nach dem Konsum mehrerer altertümlicher Elixiere aus einer geheimnisvollen Apotheke endgültig in Poison Ivy verwandelt.

### Auftritte in Zeichentrickserien
Ivy wurde 1992 als Figur für die von Bruce Timm und Paul Dini geschaffene Zeichentrickserie Batman: The Animated Series als Figur adaptiert. In der Serie trat sie als eine der Haupt-Gegenspieler von Batman auf. Die Serie steigerte den öffentlichen Bekanntheitsgrad der Figur der Poison Ivy in enormem Maße und machte sie zu einer der bekanntesten Batman-Figuren überhaupt. Ivys Darstellung in der Animated-Serie ist eng an ihre Darstellung in den Comics angelehnt, wurde aber aus Rücksicht auf das sehr junge Publikum der Serie deutlich „zurückgeschraubt“: So wurde die Figur in ihrem Erscheinungsbild „entsexualisiert“ (kleinere Brüste, weniger offenherzige Kleidung, weniger offensive und anzügliche Verführungsversuche gegenüber anderen Figuren etc.) und entbrutalisiert (sie tötet in der Serie niemanden und ist weniger grausam als in den meisten Comics). Die Künstlerin Lynne Naylor, die für Ivys Design in der Serie verantwortlich war, verlieh ihr zudem ein milderes, cherubimhaftes Gesicht. In der zweiten Staffel der Serie beschloss man zudem, Ivys Hautfarbe vom Inkarnat-Ton der ersten Staffel in ein gräuliches Weiß zu ändern. Im Original konnte die Schauspielerin Diane Pershing als Synchronstimme für Poison Ivy gewonnen werden, die in Folgen wie House and Garden, Greenhouse, Chemistry und Static Shock auftrat.
Es folgten Auftritte in Zeichentrickserien wie Die Liga der Gerechten (Originaltitel: Justice League Unlimited) und die Web-Cartoon-Reihe Gotham Girls in der Ivy sogar einen zentralen Part einnahm. Diese Cartoon-Reihe zog die populären Animated-Comic-Serien Gotham Girls und Harley und Ivy nach sich, in denen Ivy abermals im Mittelpunkt steht.
In den 2000er Jahren wurde Ivy als Figur in die Zeichentrickserie The Batman integriert, in der sie von der Schauspielerin Piera Coppola synchronisiert wird. In dieser Serie änderte man ihren Background in auffälliger Weise, indem man aus Ivy eine jugendliche Aktivistin machte, die bei einem Kampf zwischen Batman und dem Terroristen Temblor mit einem Mutagen übergossen wird, daraufhin ihre aus früheren Versionen bereits bekannten Kräfte und Fähigkeiten entwickelt und wie gehabt eine Karriere als Ökoterroristin aufnimmt. Anders als in anderen Versionen ist Pamela Isley hier zudem vor ihrer Verwandlung in Poison Ivy eng mit Barbara Gordon (Batgirl) befreundet.
Seit 2019 erscheint Poison Ivy in der Zeichentrickserie Harley Quinn, in der sie im Original von Lake Bell synchronisiert wird. Hier wird sie als die beste Freundin Harley Quinns dargestellt und besitzt eine fleischfressende Pflanze namens Frank, welche nach einer Mutation über ein eigenes Bewusstsein verfügt. Im weiteren Verlauf der Serie entwickelt sich eine romantische Beziehung zwischen Poison Ivy und Kite-Man, die Ivy aus Scham über das schlechte Image ihres Geliebten jedoch zunächst verheimlicht.

### Auftritte in Computer- und Konsolenspielen
Poison Ivy ist im Laufe der Jahre in zahlreichen Computer- und Videospielen aufgetreten, zumeist als Boss-Charakter in Batman-Spielen. Videospiele, in denen sie auftritt, sind unter anderem Batman: The Animated Series, The Adventures of Batman & Robin (NES und Sega Mega Drive), Batman: Chaos in Gotham (Game Boy), die Videospieladaption des Films Batman & Robin, Batman: Vengeance, Batman: Dark Tomorrow, das 2009 erschienene Batman: Arkham Asylum und im 2015 erschienen Batman: Arkham Knight. In einigen dieser Spiele, in denen Ivy Sprechanteil hat, übernahm erneut Diane Pershing, Ivys Synchronsprecherin in der amerikanischen Originalversion der Zeichentrickserie Batman: The Animated Series ihren alten Part.

### Auftritte in Hörspielen
Im von und für Spotify produzierten Hörspiel Batman unter Toten (engl. Batman Unburied) kommt Poison Ivy in mehreren der zehn Episoden vor. Als die junge Pamela mit einer von ihrem Vater, einem Wissenschaftler, gezüchteten Pflanze in Berührung kommt, hätte sie an sich sterben sollen. Doch stattdessen ist sie offenbar immun gegen das Gift, das ihr Vater wie viele andere Biowaffen an den jeweils Höchstbietenden zu verkaufen gedenkt. In der Folge führt Vater Isley immer brutalere Experimente mit seiner Tochter, die daraufhin in der Schule den Spitznamen Poison Ivy erhält, durch, was der dagegen protestierenden Mutter schließlich das Leben kostet. Doch Pamela, die Gift über ihre Haut aber auch ihren Atem absondern kann, rächt sich und ihre Mutter als Teenagerin und ermordet ihren Vater. Sie studiert Botanik, vertieft ihre Kommunikation mit der Pflanzenwelt und lebt mit einer Kommilitonin ihre Homosexualität aus, ohne die Freundin jedoch berühren zu können. Nachdem sie in Palästina, wo sie mit dem ältesten Baum der Welt spricht, ihren Professor Jason Woodrue, der sie physisch bedrängt, abweist und diesen anschließend mithilfe ihrer Fähigkeiten tötet, wird sie im Arkham Asylum inhaftiert. Aus diesem entkommt Poison Ivy später mithilfe von Dr. Hugo Strange, über den sie die Kontrolle gewinnen kann.

## Wirkung
Die Figur der Poison Ivy hat insbesondere in der amerikanischen Öffentlichkeit regen Widerhall gefunden. So gilt der Name Poison Ivy in den USA weithin als ein Synonym für die Femme fatale. Darüber hinaus werden in amerikanischen Filmen und TV-Serien häufig Anspielungen auf die Figur gemacht. In einer Folge der Zeichentrickserie Die Simpsons trat so beispielsweise mit Poison Lenny eine Parodie auf Poison Ivy auf. Auch Benjamin Buxbaum aus der Serie Darkwing Duck fand seine Inspiration in dieser Figur.